# 圧縮記帳
圧縮記帳（あっしゅくきちょう、reduction entry）とは、国庫補助金や火災による保険金などの金銭を受けて固定資産を購入した際、その購入価額から補助金の額を控除して購入価額とすること。
以下は、日本の法人税法の規定を例にして話を進める。

## 圧縮記帳の効果
圧縮記帳は本来なら一時に行なわれる課税を繰り延べる効果をもたらすテクニックである。
例として、国から500万円の補助金を受け、1,000万円の備品を買ったとする。この場合の仕訳は以下のとおりとなる。
| 借方                               | 貸方                                           |
| ---------------------------------- | ---------------------------------------------- |
| 当座預金 5,000,000 備品 10,000,000 | 国庫補助金受贈益 5,000,000 当座預金 10,000,000 |
しかし、法人税法上、この仕訳のままでは国庫補助金受贈益にいっぺんに税金がかかることになり、会社の税金が膨らんで経営活動を阻害することになる。そこで、受贈益分については、次のような損金処理を行なって、固定資産の減額を計る事ができる。
| 借方                     | 貸方           |
| ------------------------ | -------------- |
| 固定資産圧縮損 5,000,000 | 備品 5,000,000 |
なお、この処理は
- 確定した決算において積立金として積み立てる方法
- 決算の確定の日までに剰余金の処分により積立金として積み立てる方法

でも可能である（ただし、交換により取得した資産の交換差益については、損金経理による圧縮記帳のみ。法人税法第50条）。この場合、繰越利益剰余金で処理する場合は、次の仕訳が必要である。
| 借方                     | 貸方                     |
| ------------------------ | ------------------------ |
| 繰越利益剰余金 5,000,000 | 備品圧縮積立金 5,000,000 |
この場合、圧縮積立金は損金経理されていないので、法人税の確定申告時に調整することになる。また、積立金は、税務上の取得価額と帳簿上の取得価額の双方で減価償却費を計算し、税務上の取得価額で計算した減価償却費を超える分だけ積立金を取り崩して益金の額に算入することになる。
圧縮記帳の効果は、あくまで「課税の繰り延べ」である。圧縮記帳で固定資産の価額が減った分、次年度以降の減価償却の費用（損金）もまた減ることになり、その分通常の処理よりも1年目は税の軽減が受けられるが、2年目以降の益金が増え、結果として1年目に減額された税金は2年目以降に国庫に入ることになる。これが「課税の繰り延べ」と言われる理由である。

## 圧縮記帳が認められる例
- 特別勘定を設けた場合の国庫補助金等で取得した固定資産等の圧縮額の損金算入（法人税法第44条）
- 工事負担金で取得した固定資産等の圧縮額の損金算入（法第45条）
- 非出資組合が賦課金で取得した固定資産等の圧縮額の損金算入（法第46条）
- 保険金等で取得した固定資産等の圧縮額の損金算入（法第47条～49条）
- 交換により取得した資産の圧縮額の損金算入（法第50条）
- このほか、租税特別措置法で各種の定めがある（例：換地処分により資産を取得した場合の特例）

## 企業会計上の扱い
圧縮記帳は税法上の扱いではあるが、企業会計上の扱いは、そのやり方によって異なってくる。
固定資産の取得価額から直接減額を行う場合は、企業会計上も資産が圧縮されることとなり、貸借対照表ではその旨の注記がなされる。また、圧縮損は会計上も特別損失として処理することとなる。
一方、積立金方式で圧縮記帳を行う場合、企業会計上ではこの積立金は剰余金の処分として扱われる。税効果会計を適用する場合、この積立金に対する税法上と会計上の一時差異について繰延税金負債を計上することとなる。
現実の企業会計においては、税金の都合を会計上の損益計算に影響させないため、積立金方式をとることが多い。